# لمسی احساسی
لمسی احساسی یا زودرنج (به انگلیسی: Touchy Feely) فیلمی محصول سال ۲۰۱۳ و به کارگردانی لین شلتون است. در این فیلم بازیگرانی همچون رزمری دویت، الیوت پیج، الیسون جنی، جاش پایس، اسکوت مک‌نری و ران لیوینگستون ایفای نقش کرده‌اند.